# Orania fusulus
Orania fusulus, tên tiếng Anh: Spindle Dwarf Triton, là một loài ốc biển, là động vật thân mềm chân bụng sống ở biển thuộc họ Muricidae, họ ốc gai.

## Miêu tả
Kích thước vỏ ốc khoảng 10 mm tới 22 mm

## Phân bố
Loài này phân bố ở các vùng nước thuộc Tây Âu, Biển Địa Trung Hải và ở Đại Tây Dương dọc theo Angola và Brasil.